# Зубра (Львовская область)
Зубра (укр. Зубра) — село в Солонковской сельской общине Львовского района Львовской области Украины.
Население по переписи 2001 года составляло 2491 человек. Занимает площадь 3,35 км². Почтовый индекс — 81135. Телефонный код — 3230.
Село расположено на реке Зубра (приток Днестра).

## История
Исследователи считают, что в долину одноимённой реки, в древности сходились на водопой мощные лесные зубры, что дало название реке и селу. О происхождении названия Зубра в польском «Словаре географическом» 1895 года говорится, что село возникло в пущах, где водились зубры. Несколько видоизменил версию происхождения названия села современный историк Василий Лаба, который отмечает, что в «Галицко-Волынской летописи» (1219 г.) говорится, что «князь Мстислав стоял на Зубре», и тысяцкий Дмитрий под натиском польско-венгерского войска отступил к ней. То есть Зубра упоминается как оборонительный рубеж, которым вполне реально могла быть река.
Первое упоминание о Зубре относится к октябрю 1407 года. Тогда польский король Ягайло за верную службу подарил Яну из Беравы и его наследникам с. Зубру Львовского уезда, но с условием, чтобы одаренный поселился в ней на постоянно и являлся на каждый военный поход с одним копейщиков и двумя стрелками. Уже через год Владислав II по просьбе Яна с Зубры переводит село с польского права на магдебургское.
В 1630 году в селе была впервые создана школа. Тогда она содержалась за счëт костëла и сельской общины. Вторая школа была основана в Зубре в 1790 г.
В 1900 году в Зубре проживало 1198 человек.
После Второй мировой войны состав населения Зубры изменился. Поляков репатриировали в Польшу, в село прибыли украинцы, которых депортировали из Надсянья, Подляшья и Холмщины (с. Радруж, Девьятир, Верхрата, Горинець и Сянок).

## Достопримечательности

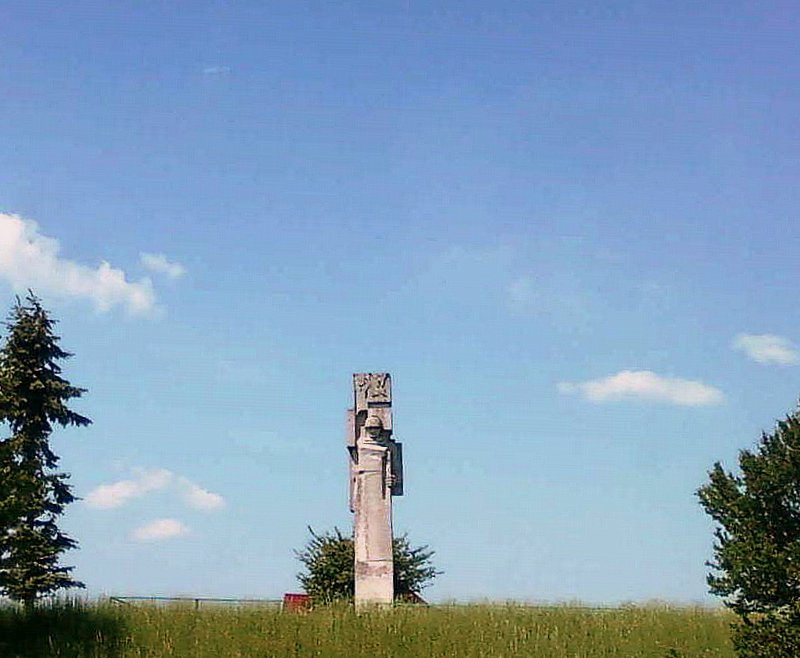
Памятник погибшим в годы Второй мировой войны в с. Зубра

- Костëл Архистратига Михаила (1833 г.), ныне церковь преподобной Параскевы (УГКЦ).
- В 1848 году в честь отменены крепостного права в Зубре в двух местах посадили по четыре липы, три из которых растут и поныне.